# Ігнатій Кендзерський
Ігнатій Кендзерський (пол. Ignacy Kędzierski, 30 січня 1877, Динів — 1968, Люблін) — архітектор, урбаніст. Працював у Львові та Любліні.

## Біографія
Народився 30 січня 1877 року в місті Динів, нині Підкарпатського воєводства. Батько Міхал Кендзерський — сільський швець, пізніше керівник ґміни Динів. Мати — Катерина з Вишатицьких. 1895 року закінчив гімназію в Перемишлі. У 1895—1901 навчався у львівській Політехнічній школі. Від 1 жовтня 1899 по 30 вересня 1900 був асистентом на кафедрі рисунку і моделювання Політехнічної школи. Від 12 квітня 1901 по 31 серпня 1902 асистент на кафедрі архітектури там же. Влітку 1900 року завдяки отриманій стипендії побував у Парижі на Всесвітній виставці, відвідав Ам'єн, Сен-Жермен Цюрих, Базель, Страсбург, Мюнхен. Паралельно брав участь у проєктуванні та нагляді за будівництвом об'єктів професора політехніки Едгара Ковача. Від 1 жовтня 1902 року працював у будівельному управлінні Галицького намісництва.
1908 року полишив державну службу і відкрив приватне архітектурно-будівельне бюро спільно з Адамом Опольським. 21 січня 1909 отримав повноваження цивільного інженера. Того ж року іменований експертом зі справ архітектури і будівництва при Крайовому цивільному суді. Бюро Кендзерського і Опольського діяло до 1912 року. У цей час виконано ряд конкурсних проєктів, реалізовано низку прибуткових житлових будинків. Будівлі цього періоду виконані у модернізованих історичних стилях (неороманський, неоготика, та ін.).
Член львівського Політехнічного товариства. У 1909 і 1910 роках обирався до його правління. Входив до складу комітету, який в рамках друкованого органу товариства (журнал «Czasopismo Techniczne») кілька разів на рік видавав номери присвячені архітектурі. Член Кола архітекторів польських, яке діяло в рамках товариства. 1912 року обраний до правління кола. 1910 року на виставці польських архітекторів у Львові, організованій товариством, експонував модель будинку католицьких товариств, проєкти прибуткових будинків і домів для службовців, конкурсний проєкт реконструкції львівської ратуші. 1912 року був у складі журі конкурсу проєктів нового костелу святої Анни у Львові. У 1914—1916 роках брав участь у будівельних роботах у Львові і Кобежині, а у 1916—1920 — у Кракові.
Від 1920 року жив і працював у Любліні. 7 жовтня того ж року призначений архітектором Будівельного управління міста, а 15 жовтня — шефом управління (фактично — головним архітектором Любліна). Наприкінці 1924 — початку 1925 року розробляв умови конкурсу проєктів генерального плану Любліна. Результати конкурсу лягли в основу подальших робіт над генпланом в управлінні, очолюваному Кендзерським. Від 1928 входив до Товариства урбаністів польських. Член Кола архітекторів Любліна. Очолював його у 1926—1928 роках. Пізніше належав до Спілки архітекторів Республіки Польща. 30 листопада 1937 року передчасно вийшов на пенсію. 5 червня 1950 року обійняв посаду старшого радника при управлінні будівництва Воєводської ради. Як проєктант-урбаніст працював у «Містопроекті». Брав участь у розробці генерального плану Любліна. 1958 року повторно вийшов на пенсію. Зайнявся живописом. Створив акварельні пейзажі Динова і Любліна. Сім'ї не мав, помер 1968 року в Любліні. Похований там же на цвинтарі при вулиці Липовій.

## Роботи
- «Католицький дім» на вулиці Городоцькій, 2а у Львові (тепер № 36, 1909—1910, співавтор Адам Опольський). Фасади, вирішені у модернізованому середньовічному стилі, прикрашено двома 4-метровими скульптурами Богоматері і св. Йосифа, авторства Антона Попеля, (знищені після 1945).[8] Проєкт експонувався на архітектурній виставці у Львові 1910 року.[4] Нині в будинку розміщується Львівський драматичний театр імені Лесі Українки.
- Школа св. Йосифа на нинішній вулиці Верещагіна, 9 у Львові, нині юридичний факультет Інституту новітніх технологій (1909—1910).
- Перебудова у сецесійному стилі житлового будинку на вулиці Генерала Чупринки, 6. Проєкт до 1910 року виконав Адольф Барон. Будувала фірма Опольського і Кендзерського.[9]
- Один із корпусів шпиталю святого Вінсента де Поля на вулиці Кривоноса, 1а у Львові (1911, спільно з Адамом Опольським).[10]
- Низка житлових будинків на нинішній вулиці Вишенського у Львові — № 11—15, 20—24, 25-33 (1909—1912, співавтор Адам Опольський)[11]; на нинішній вулиці Чайковського, 35—37 (1910—1911).
- Чотириповерхова житлова кам’яниця на вулиця Котляревського, 15 у Львові (1912–1913, співавтор Адам Опольський) у стилі модернізованого неокласицизму.[12]
- Будинок колегії єзуїтів «Боболанум» у Любліні (1922—1923, нині військовий шпиталь).[13]
- Проєкти головного вівтаря та сповідальниць костелу св. Архангела Михаїла в Броновіцах.
- Фінансова палата в Любліні.
- Добудова комплексу психіатричного шпиталю в Холмі від 1929 року. Початковий проєкт перших шести із 37 корпусів на 800—1000 ліжок був виготовлений 1929 року Владиславом Клімчаком. Згодом проєкт змінено Кендзерським. Через припинення фінансування комплекс не було реалізовано до кінця. Посвячення відбулось 1932 року.[14]
- Гімназія ім. королеви Ядвіги, збудована у стилі функціоналізму на нинішній вулиці Генерала Чупринки, 45 у Львові (1930—1934, співавтор Адам Опольський). Тепер у будинку знаходиться Інститут патології крові.
- Відбудова будинків № 16 і 17 на Ринку в Любліні (спільно з Г. Гаварецьким).
- Проєкт і керівництво відбудовою ратуші в Любліні 1947—1953.

## Нереалізовані проєкти
- Конкурсний проєкт будинку Товариства народних шкіл у Тернополі, перша нагорода (1907).
- Конкурсний проєкт реконструкції львівської ратуші (1908). Експонувався на архітектурній виставці у Львові 1910 року.[4]
- Конкурсний проєкт торгового дому Бромільських у Львові, на розі нинішнього проспекту Шевченка, 6 та вулиці Чайковського, друга нагорода (1909, співавтор Адам Опольський).[15]
- Конкурсний проєкт Акціонерного кооперативного банку на площі Смольки у Львові (нині площа Ген. Григоренка), перша нагорода (1909, спільно з Адамом Опольським)[16]. До реалізації прийнято проєкт Альфреда Захаревича, котрий посів друге місце.[15]
- Проєкт приватної гімназії Софії Стшалковської на вулиці Зеленій, 22 у Львові. Створений спільно з Адамом Опольським, затверджений 1911 року. Відзначався досконалим, як на свій час, плануванням. Фасади були вирішені в еклектичному дусі з елементами неокласицизму. Планування лягло в основу остаточного проєкту, виконаного вже фірмою Альфреда Захаревича і Юзефа Сосновського, реалізованого 1913 року.[17]
- Конкурсний проєкт нового будинку Львівського університету (1913).[18] Опублікований того ж року у збірці, присвяченій конкурсу.[19]
- Конкурсний проєкт ратуші в Дрогобичі (1913). Не здобув призових місць.[20]
- Типові проєкти сільських хат, створені для виданої 1915 року збірки «Odbudowa polskiej wsi» (Відбудова польського села). Це зокрема дві двокімнатні, двокімнатна з окремою стодолою і стайнею і однокімнатна для безземельного селянина.[21]
- Два типові проєкти будинків ремісника, будинку і майстерні слюсаря, будинку міщанина-землероба, створені для збірки «Odbudowa polskiego miasteczka» (Відбудова польського містечка), виданої 1916 року.[22]

## Статті
- Konkurs na szkice kościoła św. Anny we Lwowie // Czasopismo Techniczne. — 1912. — № 18.
- Wystawa architektury i wnętrz w otoczeniu ogrodowym w Krakowie w r. 1912 // Czasopismo Techniczne. — 1912. — № 28.
- Jak będzie wyglądał przyszły Wielki Lublin // Przegląd Lubelsko-Kresowy. — 1925. — № 11—12.

## Відзнаки
- Відзнака за 25-літню службу.
- Золотий хрест за заслуги (1954).
- Медаль 10-річчя Народної Польщі (1955).[23]
- Кавалерський хрест Ордену Відродження Польщі (1958).
- Нагорода міста Любліна (1958).
- Почесний диплом Воєводської ради за багаторічну працю над розробкою планування Любліна (1959).
- Колективна нагорода I ступеня Комітету урбаністики й архітектури за опрацювання генплану Любліна (1959).